# Glikerija Nikolaevna Fedotova
Glikerija Nikolaevna Fedotova (Orël, 22 maggio 1846 – Mosca, 27 febbraio 1925) è stata un'attrice russa.

## Biografia
Formatasi all'Istituto teatrale di Mosca, sotto la guida di I. V. Samarin, esordì nel 1862 al Piccolo Teatro, conquistando il pubblico e ottenendo grande successo principalmente come interprete delle opere di Aleksandr Nikolaevič Ostrovskij, che scrisse per lei Vasilisa Melenteva e La fanciulla di neve.
Anche se agli inizi di carriera si affermò in parte comiche, la sua grande fama, grandissima nell'ultimo quarto dell'Ottocento, è affidata soprattutto al repertorio tragico in cui il suo temperamento appassionato e la sua vena lirica trovarono piena espressione.
Memorabili le sue interpretazioni di alcuni personaggi femminili shakespeariani: Giulietta, Porzia, Volumnia, Lady Mackbeth.
Konstantin Sergeevič Stanislavskij la celebrò come una «meravigliosa interprete della sostanza spirituale dei testi», «maestra della incarnazione artistica» e «brillante virtuosa».
Ammalatasi di artrite nel 1905 dovette abbandonare le scene per dedicarsi all'insegnamento, rimanendo ancora per molti anni una delle figure più rappresentative del teatro russo.